# Bataille de Tournai
Première Coalition
Batailles
La bataille de Tournai, également appelée bataille de Pont-à-Chin, se déroula le 22 mai 1794 en Belgique, dans le Hainaut près de l'Escaut (à environ 80 km au sud de Bruxelles) entre les forces françaises du général Jean-Charles Pichegru et les coalisés (Autrichiens, Britanniques et Hanovriens) commandés par Frederick Josias de Saxe-Cobourg-Saalfeld.

## La bataille
Cette bataille, qui fait partie des confrontations de la campagne des Flandres (1793-1795) de la Première Coalition (1792-1797), vit la victoire des troupes coalisées.
Au cours de cette bataille, les forces alliées ont perdu quatre fois la possession du village de Pont-à-Chin, jusqu'à ce que les Français soient finalement contraints à battre en retraite.

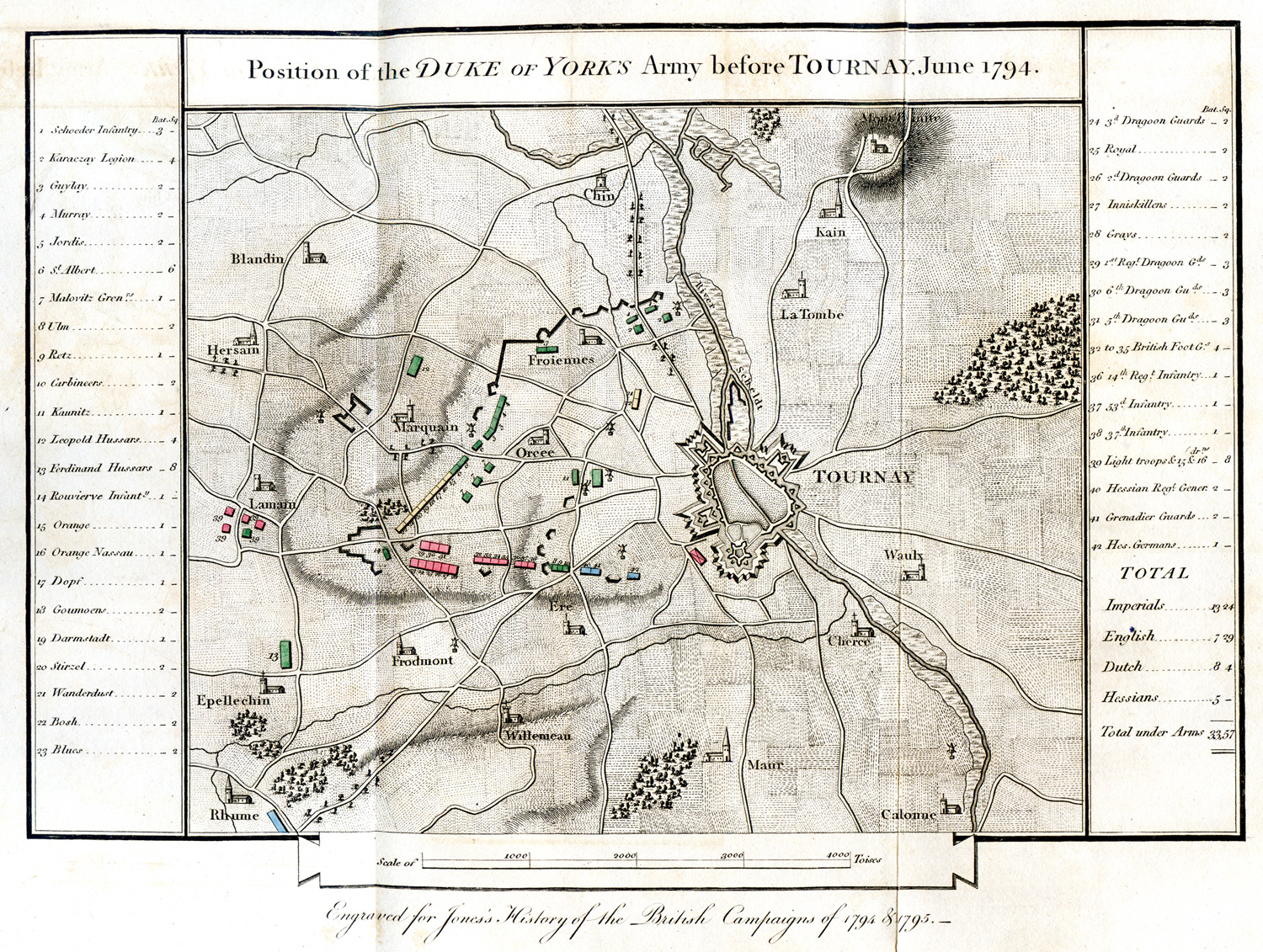
Positions britanniques à la bataille de Tournai en 1794.